# جون لويس جيرن
جون لويس جيرين (بالإنجليزية: John Louis Gerin)‏ (28 سبتمبر 1937 -)، هو عالم فيروسات أمريكي. عمل على فيروسات التهاب الكبد، وقدم مساهمات مهمة في اكتشاف المجموع المورثي التهاب الكبد الفيروسي د في عام 1986.
حصل على درجة البكالوريوس من جامعة جورجتاون في عام 1959، وعلى الماجستير والدكتوراه من جامعة تينيسي أعوام 1961 و 1964 على التوالي.
في عام 1998، حصل على جائزة الملك فيصل مع روبرت بورسيل عن «مكافحة الأمراض المعدية».

## السيرة الشخصية
وُلِد جون جيرن عام 1933 في سانت بول بولاية مينيسوتا بالولايات المتحدة، وحصل على بكالوريوس العلوم من جامعة جورجتاون، وعلى درجة الماجستير ودكتوراه الفلسفة في العلوم من جامعة تينيسي.
اهتم باللقاحات منذ عام 1965 أثناء عمله في مختبرات أيوا في شيكاغو، حيث شارك في تطوير واختبار أكثر من 25 لقاح للوقاية من أمراض الجهاز التنفسي. وفي عام 1966، رأس فريق العمل المسئول عن قسم الفيروسات في مختبرات أبوت (بالإنجليزية: Abbot Laboratories)‏. وفي عام 1967، عمل بمختبرات أوك ردج القومية والمعهد القومي للحساسية والأمراض المعدية في روكفيل بولاية ماريلند. وفي عام 1969، أنشأ قسم الأمراض المعدية في مختبرات أوك ردج، وعمل في وحدة الفيروسات والمناعة في قسم الميكروبات والمناعة بالمركز الطبي لجامعة جورجتاون. وأصبح مدير وحدة الفيروسات والمناعة الجزيئية، وأستاذ علم الميكروبات والمناعة في كلية الطب.